# Franz-Joseph zu Isenburg-Birstein

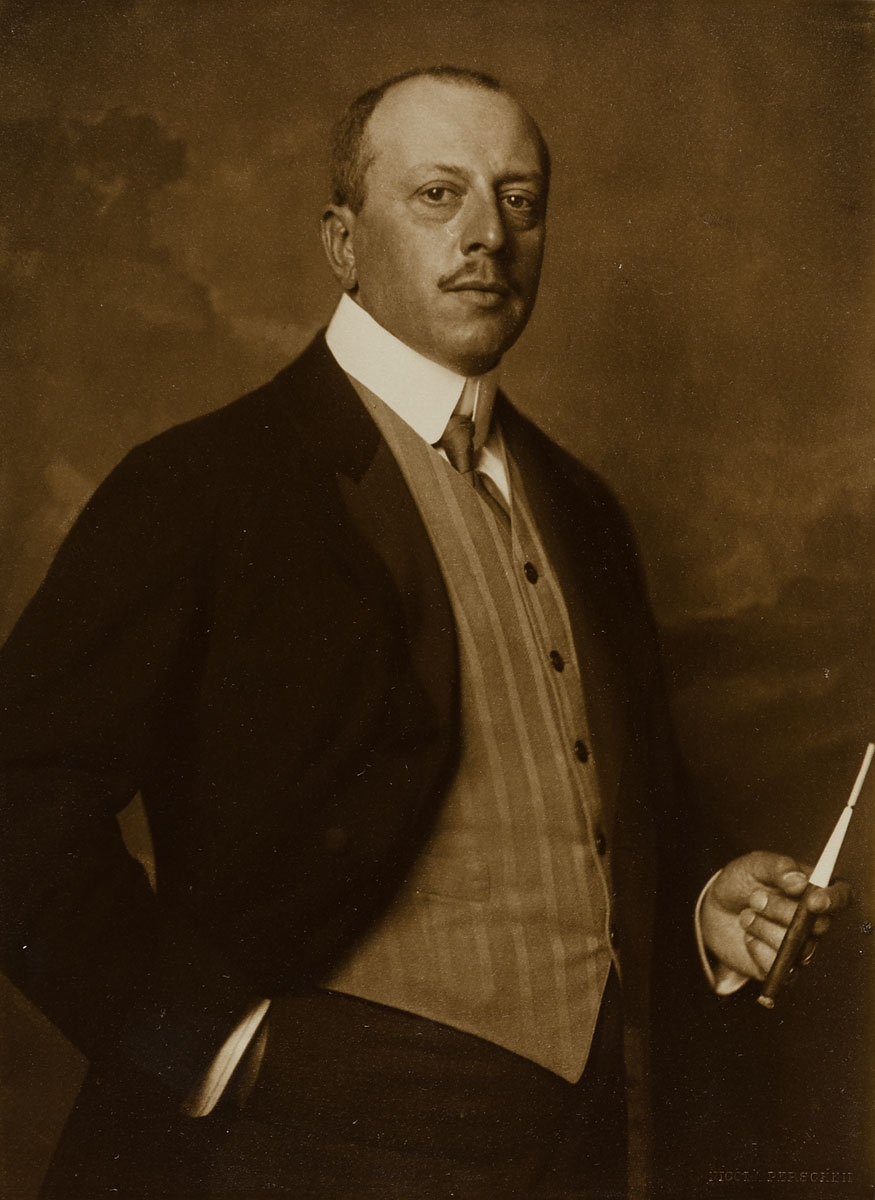
Franz-Joseph, Fürst Isenburg-Birstein

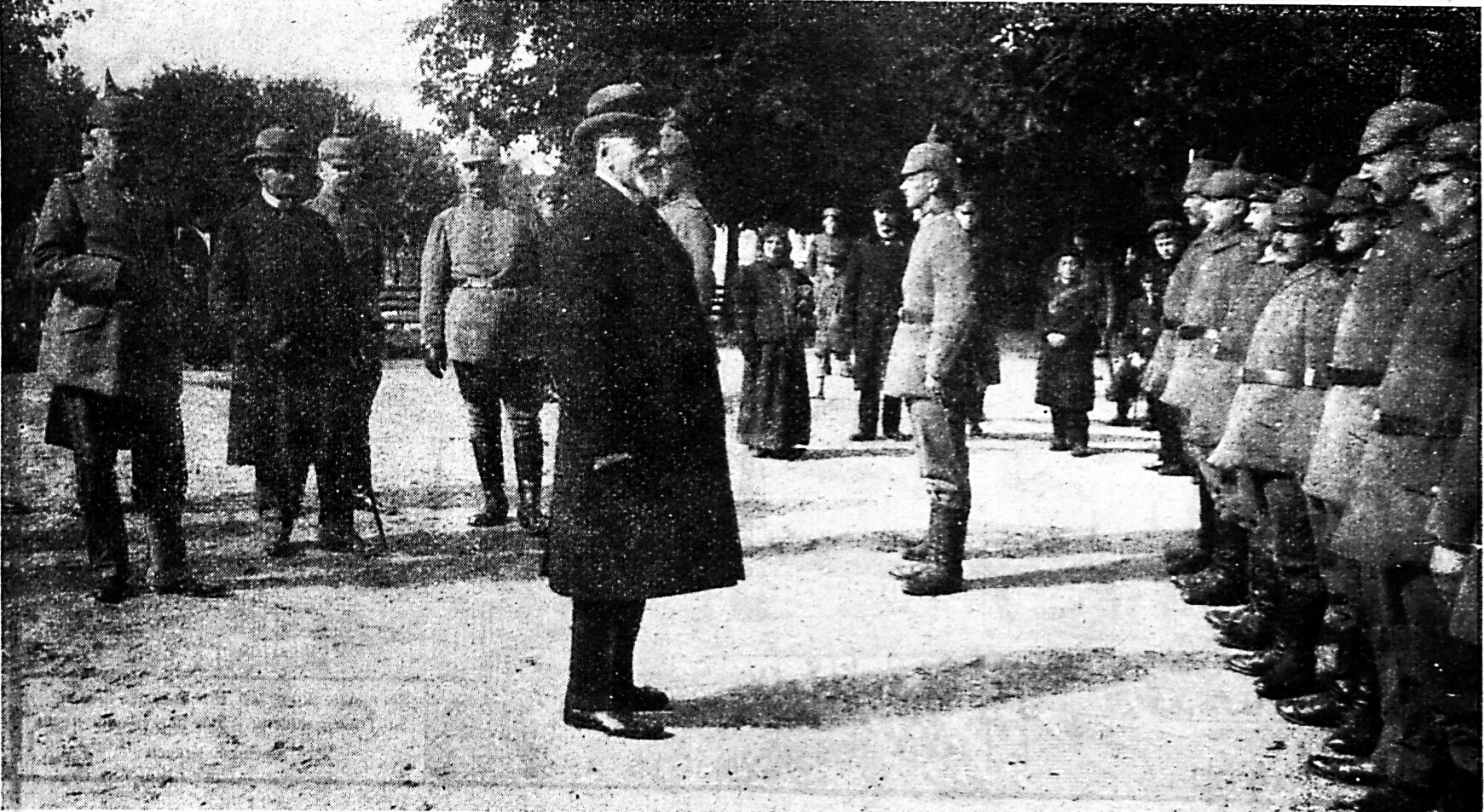
Im Schlossgarten von Wilna begrüßt rechts neben dem Generaloberst Hermann von Eichhorn und dem Fürsten stehend der Lübeckische Bürgermeister seine Landeskinder.

Franz Joseph Maria Leopold Anton Carl Aloys Viktor Wolfgang Bonifacius 6. Fürst zu Isenburg und Büdingen (ab 1913 war sein Titel Fürst von Isenburg; * 1. Juni 1869 in Birstein; † 15. September 1939 in Frankfurt am Main) war Chef des hochadeligen Hauses Isenburg und Büdingen in Birstein, Standesherr, Offizier, preußischer und österreichischer Oberstleutnant, 1915–1918 Chef der deutschen Militärverwaltung in Litauen.

## Abstammung
Er war der zweitgeborene Sohn des Fürsten Karl zu Isenburg-Birstein (1838–1899) und dessen Gemahlin Erzherzogin Maria Luisa von Österreich-Toskana (1845–1917), der Tochter Großherzogs Leopold II. von Toskana (1797–1870) und dessen Gattin Maria Antonia von Neapel-Sizilien (1814–1898).
Sein älterer Bruder Erbprinz Leopold (1866–1933) verzichtete 1898 auf sein Erstgeburtsrecht, sodass Franz Joseph nach dem Tode des Vaters Standesherr und Fürst zu Isenburg und Büdingen(-Birstein) wurde.

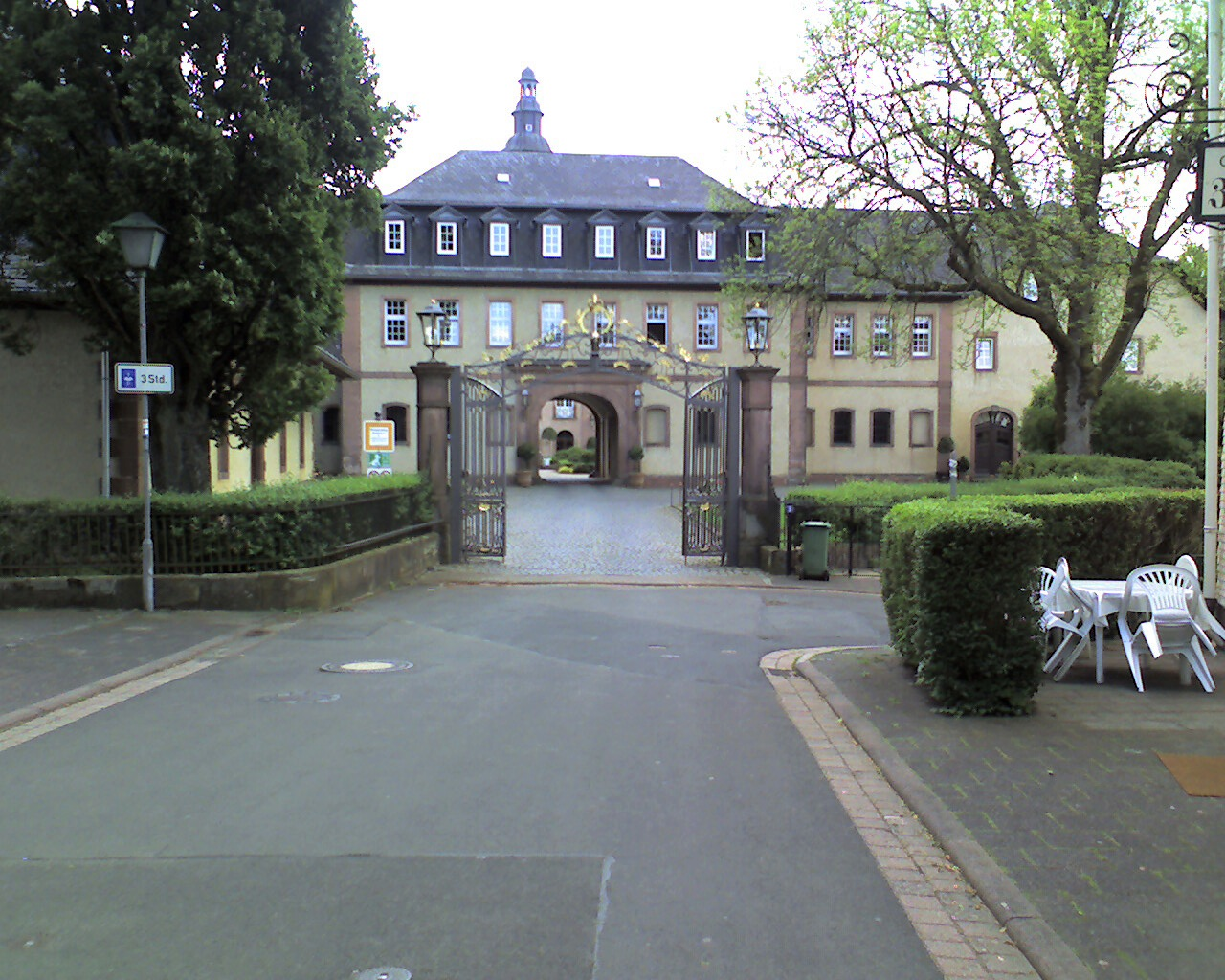
Archivbau des Schlosses Birstein

## Leben
Chef der deutschen Militärverwaltung von Litauen 1915. 1901–1918 Mitglied des Preußischen Herrenhauses, 1902–1918 Mitglied der Ersten Kammer des Großherzogtums Hessen, 1912–1919 Mitglied des Kommunallandtags von Kassel und Hessen-Nassau, 1915 1. Adjutant des Verwaltungschefs von Russen-Polen, danach Verwaltungschef von Litauen, 1921 Mitglied des Landesamtes für Familiengüter. Laut Professor Wolfgang Stribrny, in einer geschichtlichen Abhandlung über das Fürstenhaus Isenburg, soll sich Fürst Franz Joseph einer ungewöhnlichen Beliebtheit erfreut haben. Andere Quellen sprechen jedoch auch davon, dass er in Litauen sehr streng regiert habe, weshalb er 1918 als Chef der dortigen Verwaltung abgelöst wurde.

## Familie
Der Fürst war ab 1896 verheiratet mit Prinzessin Friederike zu Solms-Braunfels (1873–1927), Tochter von Prinz Hermann zu Solms-Braunfels. Franz Joseph und Friederike hatten sieben Kinder:
- Marie Louise (* 9. August 1897 in Birstein; † 14. August 1918 in Birstein)
- Wolfgang (* 21. April 1898 in Birstein; † 4. April 1899 in Birstein)
- Alexandra (* 21. Dezember 1899 in Barcola; † 22. Dezember 1945 in Barcola)
- Franz Ferdinand (* 17. Juli 1901 in Birstein; † 9. Dezember 1956 in Birstein)
- Sophie (* 7. Januar 1903 in Birstein; † 4. Juli 1971 in Gelnhausen)
- Anna Agnes (* 7. März 1904 in Birstein; † 5. November 1970 in Klagenfurt)
- Ferdinand Karl (* 20. Februar 1906 in Birstein; † 5. Mai 1968 in Regensburg)

Ihre Urenkelin Sophie Prinzessin von Isenburg (* 1978) ehelichte den derzeitigen Chef des Hauses Hohenzollern, Georg Friedrich Prinz von Preußen.